# فرد ويرينغ
فرد ويرينغ (بالإنجليزية: Fredrick Malcolm Waring Sr.)‏ هو قائد فرقة ‏ وملحن وموسيقي أمريكي، ولد في 9 يونيو 1900 في تايرون في الولايات المتحدة، وتوفي في 29 يوليو 1984 في ولاية كوليج في الولايات المتحدة بسبب سكتة.

## وصلات خارجية
- فرد ويرينغ على موقع IMDb (الإنجليزية)
- فرد ويرينغ على موقع ميوزك برينز (الإنجليزية)
- فرد ويرينغ على موقع قاعدة بيانات برودواي على الإنترنت (الإنجليزية)
- فرد ويرينغ على موقع إن إن دي بي (الإنجليزية)
- فرد ويرينغ على موقع ديسكوغز (الإنجليزية)
- فرد ويرينغ على موقع قاعدة بيانات الفيلم (الإنجليزية)